# Naomi Devil

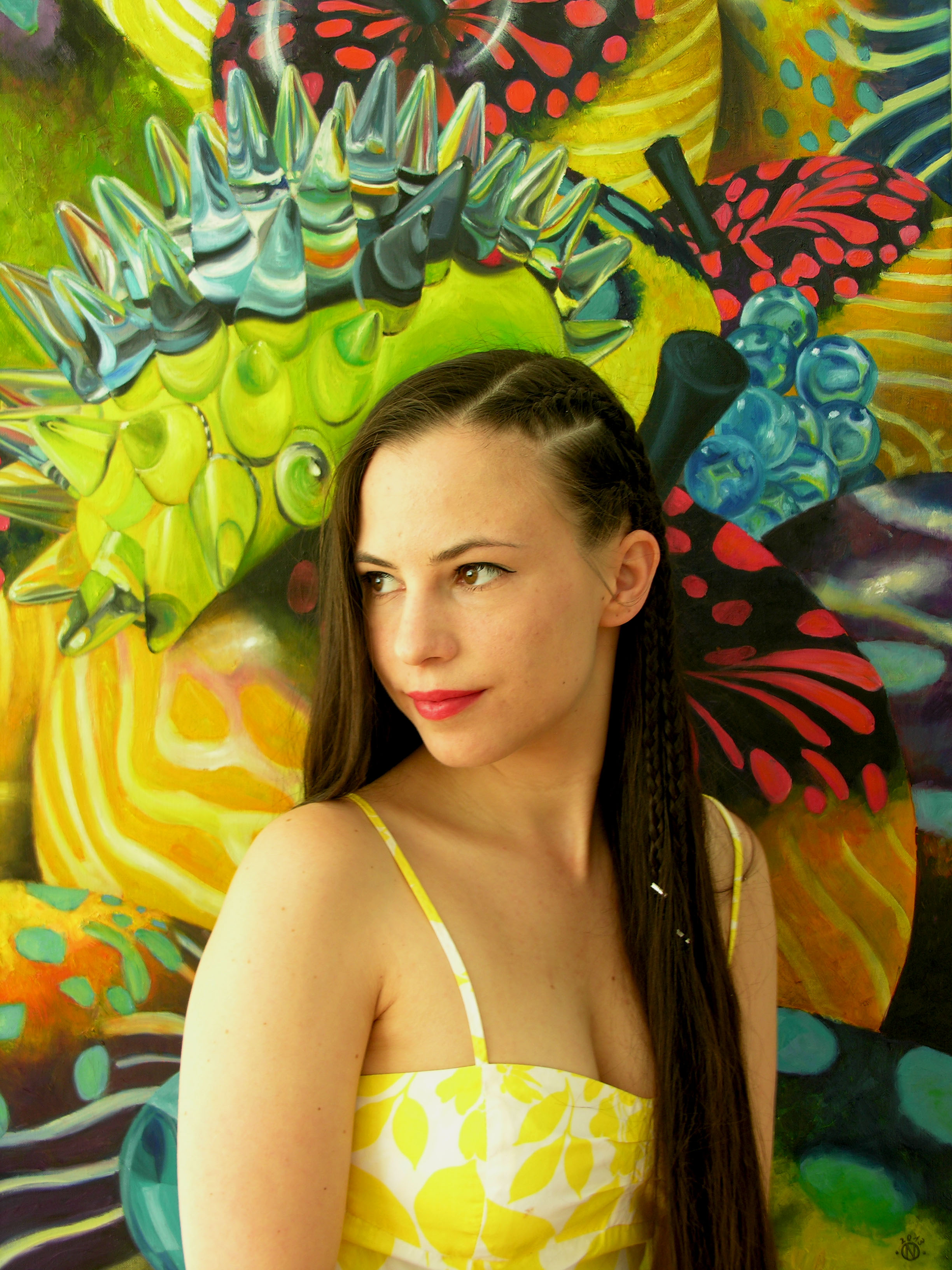
Naomi Devil mit ihrem Ölgemälde „Versuchung“ im Hintergrund (2013)

Naomi Devil (* 10. März 1987 in Budapest), ursprünglich Noémi Ördög, ist eine ungarische Malerin und Grafikdesignerin, die seit 2004 zwischen Wien und Budapest pendelt, aber schwerpunktmäßig in Wien lebt. Der Künstlername Naomi Devil ist eine Übersetzung ihres Geburtsnamens ins Englische.

## Werdegang
Naomi Devil wurde 1987 in Budapest als zweites Kind ihrer Eltern geboren. Der Großvater László Ördögh Senior war wie ihr Vater ebenfalls Künstler. Devil besuchte die Grundschule in Budapest und wurde ab dem zweiten Semester der zehnten Klasse Privatschülerin im Gymnasium. Den Sommer verbrachte sie in Salzburg, wo sie einen fünfwöchigen Kurs an der Internationalen Sommerakademie für Bildende Kunst Salzburg bei Caroline Broadhead besuchte. Hier entschloss sie sich, Künstlerin zu werden. Die letzten zwei Klassen des Gymnasiums absolvierte sie deshalb in einem Jahr als Privatstudent. Sie hat mit 17 Jahren das Abitur abgelegt.
Im selben Jahr wurde sie an der Akademie der bildenden Künste Wien in die Klasse kontextuelle Malerei aufgenommen. Sie begann das Studium im Jahr 2004 bei Markus Muntean und Adi Rosenblum und studierte im zweiten Jahr bei Elke Krystufek und ab dem dritten Jahr bei Ashley Hans Scheirl weiter. Sie schloss das Studium mit Diplom im Jahr 2008 ab. Inzwischen verbrachte die Künstlerin zwei weitere Sommer in Salzburg und besuchte an der Internationalen Sommerakademie für Bildende Kunst die Kurse von Rivka Rinn und Andrea Fogli.
Parallel zum Studium der Malerei studierte die Künstlerin von 2006 bis 2010 Architektur an der Technischen Universität Wien. Sie absolvierte die für die Bachelorprüfung erforderliche Seminararbeit mit dem Titel Emotikon unter der Leitung von Oliver Schürer.
Vom Wintersemester 2010 studierte sie Grafikdesign in der Klasse von Oliver Kartak an der Universität für angewandte Kunst. 2015 erhielt sie ihr zweites Diplom.

## Künstlerische Tätigkeit
Die Künstlerin ist hauptsächlich als Malerin tätig. Sie malt mit Öl auf Leinwand. Sie lässt ihre Fähigkeiten und Erfahrungen aus den Bereichen Design, Architektur und bildende Kunst in ihre Malerei einfließen. Sie beschäftigt sich mit dem Dialog verschiedener künstlerischer und historischer Epochen. Sie setzt Figuren aus historischen Gemälden im zeitgenössischen Kontext um Veränderungen im Lebensstil und in den Gewohnheiten aufzuzeigen. Sie wählt diese Situationen so aus, dass sie damit auch auf aktuelle Ereignisse reagiert.
Sie hat bei mehreren Filmproduktionen mit digitalen 3D-Animationen mitgewirkt. Sie hat die digitalen Rekonstruktionen von Nicolas Schöffers verloren gegangenen oder nie realisierten Werken für den Film Nicolas Schöffer und seine wunderbare Welt ausgeführt. Der Regisseur des Films war Sándor Gerebics. Der Film wurde anlässlich der Expo 2015 in Mailand gezeigt.
Devil ist auch als Kuratorin tätig. Sie organisierte Künstleraustausch Ausstellungen zwischen Ungarn und Österreich.
Ihre Werke wurden seit 2004 in mehr als einem Dutzend Ländern ausgestellt. Im Februar 2019 hat die Kunsthalle Budapest eine retrospektive Ausstellung ihrer Werke gezeigt. Kurator der Ausstellung war Zoltán Rockenbauer.

## Auszeichnungen
- 2021: MAOE (Nationaler Verband Ungarischer Künstler) berufliche Anerkennung anlässlich der Wanderausstellung Das Universum von Dante[10]
- 2020: Artfacts Performance Award, Berlin
- 2020: Roter Teppich für junge Kunst Wien, Red Carpet Art Award Anerkennungspreis
- 2018: EGA Frauen Art Award[11]
- 2017: Art Award der Berufsvereinigung der bildenden Künstler Österreichs[12]
- 2017: VI. Víz és Élet Nemzetközi Képzőművészeti Biennálé Caffart Sonderpreis[13]
- 2017: La Femme 50 Tehetséges Magyar Fiatal[14]
- 2014: Roter Teppich für junge Kunst Wien, Red Carpet Art Award Anerkennungspreis[15]
- 2006: Internationale Sommerakademie für Bildende Kunst Salzburg Stipendium[16]

## Einzelausstellungen (Auswahl)
- 2023 Naomi Devil: Obsession, NACO-Nagyházi Contemporary, Budapest[17][18]
- 2022 Kohle auf Leinwand, GPL Contemporary, Wien, (parallel mit Leo Mayr, Mich zwickt's immer so im Wad'l)[19][20]
- 2021–2022 Naomi Devil Retrospektiv Ausstellung, Irányi Palast, Budapest[21][22]
- 2021 Naomi Devil Retrospektive, Csabagyöngye Kulturzentrum, Békéscsaba, Ungarn[23]
- 2020 Zurück zur Natur, Galerie Ady25, Budapest[24]
- 2019 Spaces (Ap)art, Ausstellungshalle Műcsarnok, Budapest[25][26]
- 2019 Naomi Devil, Grosse Werkschau, EGA Frauen im Zentrum, Wien[27][28][29]
- 2019 Naomi Devil Solo Exhibition, Kolja Kramer Fine Arts, Art Hub Brotfabrik, Wien[30]
- 2018 Summer in the City, Galerie Ar2day, Budapest[31]
- 2017 O tempora o mores, Austria Auction Company, Wien[32]
- 2016 Hedonati, EGA Frauen im Zentrum, Wien[33]
- 2016 Hedonati, Städtische Galerie Kalocsa, Ungarn[34][35][36][37]
- 2014 Virtaura, Galerie Próféta, Budapest[38]
- 2013   Looking back to the future, MOYA (Museum of Young Art), Wien[39]
- 2012 Globális Útvesztőkön (In den globalen Labyrinthen), Städtische Galerie Kalocsa, Ungarn[40]
- 2010 Sells like teen spirit, Galerie Bast, Marbach am Neckar, Deutschland[41]
- 2008 A Világhálóban (im World Wide Web), Galerie Artitüde, Budapest
- 2007 Space warp, Hungarian Cultural Center, Prague[42]
- 2006 Download Media, Galerie Mucius, Budapest, Ungarn
- 2005 Happy birthday, Galeria Nagyházi, Budapest, Ungarn
- 2004 Art in mind, Artshole, Vinopolis, London, Vereinigtes Königreich[43]